# Флюгге, Карл
Карл Флюгге (нем. Karl Georg Friedrich Wilhelm Flügge) — немецкий микробиолог, гигиенист и эпидемиолог.

## Биография
В 1875—1878 гг. ассистент Лейпцигского института гигиены, с 1878 г. приват-доцент кафедры гигиены в Берлине, с 1881 г. — в Геттингене. С 1883 г. профессор и директор института медицинской химии и гигиены. С 1887 г. профессор кафедры гигиены в Бреслау (ныне Вроцлав), с 1909 г. руководитель кафедры гигиены Берлинского университета (Гигиенического института).
Научная и педагогическая деятельность К. Флюгге была посвящена проблемам экспериментальной гигиены и бактериологии. Им создана школа немецких гигиенистов. В его лаборатории работали В. К. Высокович, С. В. Коршун, П. Н. Лащенков, В. В. Фавр.
К. Флюгге разрабатывал гигиенические методы исследования, изучал гигиену населенных мест, жилищ, питания, воды, микроклимат жилищ, влияние летней жары на смертность грудных детей, вопросы теплорегуляции, вентиляции, освещения, стерилизации молока, гигиенической оценки питьевой воды (см. Коммунальная гигиена, Гигиена питания). Он написал фундаментальное руководство «Основы гигиены», выдержавшее 11 изданий. Исследования К. Флюгге в области бактериологии посвящены описанию отдельных видов микроорганизмов, их классификации и систематике, вопросам инфекции и иммунитета. Важное значение имели проведенные К. Флюгге исследования воздушно-пылевого и воздушно-капельного путей распространения возбудителей инфекции (см. Механизм передачи инфекции). В капитальной работе «Микроорганизмы» дано обстоятельное изложение состояния бактериологии того времени. Часть работ К. Флюгге касалась вопросов эпидемиологии и статистики инфекционных болезней — холеры, дизентерии, дифтерии, столбняка и особенно туберкулеза. К. Флюгге создал в своем ин-те отделение социальной гигиены, добивался введения её преподавания в университете. К. Флюгге являлся основателем совместно с Р. Кохом (1886) и бессменным редактором «Zeitschrift für Hygiene und Infektionskrankheiten».

## Труды
- Lehrbuch der hygienischen Untersuchungsmethoden, Lpz., 1881 (рус. пер., Спб., 1882);
- Die Mikroorganismen, Lpz., 1886;
- Grundriss der Hygiene, Lpz., 1889, В., 1940 (рус. пер., Спб., 1893, 1904).